# Орехель, Сергио
Се́ргио Орехе́ль-мла́дший (англ. Sergio Oregel Jr.; род. 16 мая 2005, Эвергрин-Парк, Иллинойс) — американский футболист, полузащитник клуба «Чикаго Файр».

## Клубная карьера
Орегель — воспитанник клуба «Чикаго Файр». 23 октября 2021 года Орехель подписал с «Чикаго Файр» контракт по правилу доморощенного игрока, вступающий в силу с 1 января 2022 года и рассчитанный до конца сезона 2025 с опцией продления на сезон 2026. 19 апреля 2022 года в поединке Открытого кубка США против «Юнион Омаха» Серхио дебютировал за основной состав. 9 октября в матче против «Нью-Инглэнд Революшн» он дебютировал в MLS, заменив на 79-й минуте Маурисио Пинеду.

## Международная карьера
В 2023 году в составе олимпийской сборной США Орехель принял участие в Панамериканских играх в Чили. На турнире он сыграл в матчах против команд Бразилии, Гондураса, Колумбии и Чили.